# Robinson Ellis
Robinson Ellis, född den 5 september 1834 i Barming vid Maidstone i Kent, död den 10 oktober 1913 i Oxford, var en engelsk klassisk filolog.
Ellis blev professor i latin vid University College i London 1870 och reader i Oxford 1883, där han från 1893 var professor. Han sysselsatte sig särskilt sig med Catullus, vars dikter han både utgav (1867, 1878 och 1904), översatte (1871) och försåg med en utförlig kommentar (1876 och 1889). Förutom åtskilliga arbeten om andra romerska skalder kan också nämnas hans utgåva av Vellejus Paterculus (1898).